# Kamenný most v Aši
Kamenný most v Aši je pěší barokní obloukový most ve městě Aš v Karlovarském kraji.

## Historie
Most byl postaven v roce 1724 a sloužil pro překlenutí příkopu mezi starým a novým evangelickým hřbitovem. Svou funkci plnil až do 70. let 20. století, kdy byl hřbitov zrušen a nahrazen tenisovými kurty. 
V roce 1987 byl prohlášen za památkově chráněný.

## Popis
Jedná se o most vystavěný v baroku. Pro jeho stavbu bylo využito lomové břidlice. Výška mostu je 6,5 m (k hornímu parapetu zábradlí), dlouhý je 9,5 m a šířka mostu je 4,6 m, vlastní mostovka je široká 3,5 m. Okraje mostu jsou zajištěny kamenným zábradlím. Most má jeden oblouk, který stojí na dvou masivních pilířích, pod ním vede pěší cesta.

## Rekonstrukce
V roce 2017 vydal městský úřad v Aši prohlášení, že se počítá s rekonstrukcí mostu, stejně tak jako s rekonstrukcí přilehlého parku. V roce 2021 probíhala rekonstrukce mostu.

## Poloha
Most se nachází v blízkosti ulic U Radnice a Na Příkopech poblíž zahrádkářské osady. 